# كريستيان لاكروا (فنان قصص مصورة)
كريستيان لاكروا (بالفرنسية: Christian Lax)‏ (و. 1949  م) هو فنان قصص مصورة، ومدرس فرنسي، ولد في ليون.

## التعليم
تعلم في Ecole des beaux-arts de Saint-Etienne ‏
.